# Zespół przetoczenia krwi między płodami

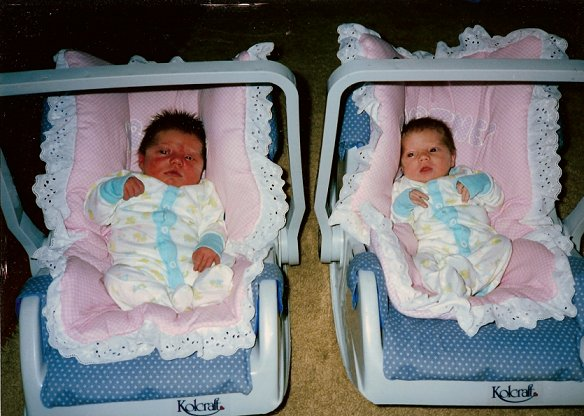
Para bliźniąt z TTTS: dawca po prawej, biorca po lewej

Zespół przetoczenia krwi między płodami (ang. twin-to-twin transfusion syndrome, TTTS, feto-fetal transfusion syndrome, FFTS) – powikłanie ciąży wielopłodowych jednokosmówkowych, wynikające z różnego stopnia zaburzeń hemodynamicznych polegających na przecieku pełnej krwi od jednego płodu (dawcy) do drugiego (biorcy).

## Epidemiologia
TTTS występuje w 5–25% ciąż bliźniaczych. Szacuje się, że w Polsce rocznie dotyczy 100–150 ciąż.

## Patogeneza
Zespół rozwija się wskutek przecieku krwi od jednego z płodów do drugiego. Warunkiem jest jednokosmówkowość ciąży wielopłodowej, obecność nieprawidłowych, funkcjonalnie czynnych anastomoz tętniczo-żylnych w kosmkach końcowych łożyska i brak wydolnych, kompensacyjnych połączeń zapewniających przeciek w drugą stronę. 

## Rozpoznanie
Rozpoznanie możliwe jest na podstawie badania ultrasonograficznego. Do rozpoznania niezbędne jest stwierdzenie cech jednokosmówkowości ciąży i objawów zaburzeń hemodynamicznych.
Objawy ciąży jednokosmówkowej:
- brak przegrody rozdzielającej pęcherzyki żółtkowe lub cienka (<2 mm), dwuwarstwowa przegroda
- objaw „pojedynczej obręczy”
- objaw „tau”
- pojedynczy dysk łożyska
- ta sama płeć bliźniąt

Objawy zaburzeń hemodynamicznych:
- rozbieżności w objętościach płynu owodniowego: małowodzie (MAP<2 cm) / wielowodzie (MAP>8 cm)
- objaw unieruchomionego płodu (ang. stuck twin sign)
- nadmiernie wypełniony pęcherz moczowy u jednego płodu i niewidoczny u drugiego
- rozbieżny wewnątrzmaciczny wzrost płodów
  - różnica szacowanych mas ciała > 20%
  - różnica obwodów brzucha > 20 mm
- różna średnica sznurów pępowinowych (>2:1)
- różnice w przepływie krwi między tętnicami pępowinowymi lub innymi naczyniami wewnątrzpłodowymi
  - S1/D1 – S2/D2 >0,4
  - PI1 – PI2> 0,5
- nieprawidłowe wartości przepływów krwi w tętnicy i (lub) żyle pępowinowej i przewodzie żylnym
- cechy nieimmunologicznego obrzęku uogólnionego u jednego z płodów
- różnice w stężeniu hemoglobiny > 5 g%

### Diagnostyka różnicowa
TTTS należy różnicować z:
- izolowane wewnątrzmaciczne zahamowanie wzrostu (IUGR) w ciąży jednokosmówkowej
- fizjologiczne rozbieżności w objętościach płynu owodniowego, niespełniające kryteriów mało- i wielowodzia
- izolowane wielowodzie
- izolowane małowodzie
- wewnątrzmaciczne zahamowanie wzrostu u jednego z płodów w ciąży dwukosmówkowej ze złączonymi łożyskami

## Postępowanie
Obecnie stosowane metody leczenia:
- postępowanie zachowawcze
- farmakoterapia niewydolności krążenia u płodu (digoksyna)
- powtarzane amniopunkcje odbarczające
- septostomia (rozerwanie przegrody między bliźniakami)
- laserowa obliteracja anastomoz naczyniowych.

## Rokowanie
W nieleczonym TTTS śmiertelność wynosi 60–100%.

## Historia

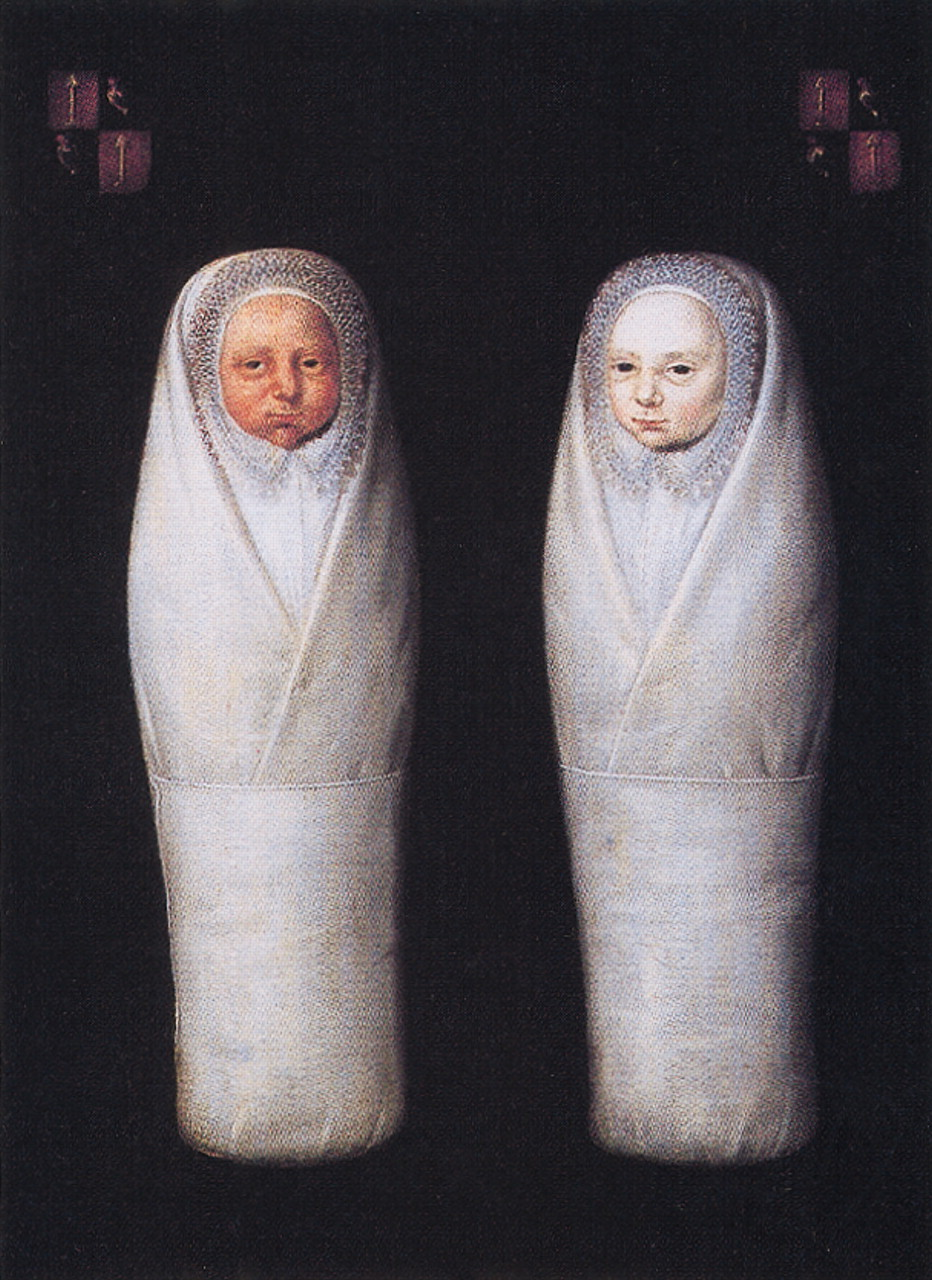
De Wikkellkinderen (1617)

Zespół opisał niemiecki położnik Friedrich Schatz w 1875 i w pracach późniejszych. Uważa się, że obraz De Wikkelkinderen nieznanego artysty pochodzący z roku 1617 przedstawia bliźnięta z TTTS.